# Mayarí
Mayarí ist eine Stadt und Municipio in der Provinz Holguín in Kuba.
Der Ursprung der Stadt geht auf das Jahr 1757 zurück, als die ersten Farmen auf diesem Gebiet entstanden. 1879 wurde die Stadt Verwaltungssitz des Municipios.
Der Sierra-Cristal-Nationalpark befindet sich teilweise auf dem Gebiet des Municipios Mayarí und teilweise im benachbarten Sagua de Tánamo. Außerdem grenzt das Municipio im Osten an Frank País, im Süden an die Provinz Santiago de Cuba und im Westen an das Municipio Cueto. Die Nordgrenze bildet die Bahía de Nipe.
Das Municipio Mayarí hat eine Bevölkerungszahl von 102.354 und eine Fläche von 1308,3 km² (Zensus 2012). Die Bevölkerungsdichte beträgt 78,5 Einwohner je Quadratkilometer.
Berühmteste Söhne des Municipios sind die Brüder Fidel und Raúl Castro, die auf dem väterlichen Gutshof im Dorf Birán zur Welt kamen.
Der Name der Stadt ist auch Titelthema eines berühmten Liedes von Compay Segundo aus dem Jahre 1940: „Voy para Mayarí“ („Ich fahre nach Mayarí“).